# Sjöfylleri
Sjöfylleri, fylleri i sjötrafik eller roderfylleri är ett brott till sjöss som motsvarar rattfylleri till lands. Den kan dömas för detta brott som framför ett fartyg – eller utför uppgifter av väsentlig betydelse för säkerheten till sjöss – och som är så berusad att det kan antas att han eller hon inte kan utföra uppgiften på ett betryggande sätt. I en del länder finns en promillegräns som innebär straffbar fylla utan att dess konsekvenser behöver visas.

## Norden

### Finland
Den som manövrerar ett "fartyg" (inklusive småbåtar) eller har en uppgift ombord som väsentligt påverkar fartygets trafiksäkerheten kan dömas för fylleri i sjötrafik (på finlandssvenska roderfylleri) om personen intagit alkohol eller någon annan drog och någon annans säkerhet därmed riskerats. Gränsen för alkohol är 1,0 promille i blodet eller 0,44 milligram per liter utandningsluft. Den vars förmåga att sköta sin uppgift är nedsatt på grund av intaget kan dömas oberoende av mängden alkohol eller annan drog. Straffet är böter eller fängelse i högst två år.
Den som är i sådan uppgift yrkesmässigt kan dömas för halva mängden alkohol, 0,5 promille, och också om arbetsuppgiften är relevant för att hindra miljöförorening.
Roddbåtar och motsvarande omfattas inte av bestämmelserna.

### Norge
Norge har 0,2 promille som gräns för sjöfylleri för fartyg över 15 meter. För mindre fartyg så gäller 0,8 promille. 

### Danmark
Danmark har 0,5 promille som gräns för fartyg över 15 meter samt alla kortare planande båtar. För övriga båtar finns ingen fast promillegräns men en ansvarslag liknande den tidigare svenska. 

### Island
Island har 0,5 promille för fritidsbåtar och fartyg.

### Sverige
I Sverige är sjöfylleri ett brott mot den svenska sjölagen och straffas med böter eller upp till två års fängelse. För fartyg över 10 meters längd eller som kan framföras i över 15 knop definieras det som fylleri när halten alkohol i blodet överstiger 0,2 promille. Motsvarigheten till sjöfylleri i vägtrafik är rattfylleri.
Sjölagen uppdaterades 1 juli 2010. 20 kapitlet, 4 § och 5 § lyder därefter:
| ” | 4 § Den som framför ett fartyg, som med motordrift kan framföras med en hastighet om minst femton knop eller som har ett skrov med en största längd av minst tio meter, efter att ha förtärt alkoholhaltiga drycker i så stor mängd att alkoholkoncentrationen under eller efter färden uppgår till minst 0,2 promille i blodet eller 0,10 milligram per liter i utandningsluften, döms för sjöfylleri till böter eller fängelse i högst sex månader. Det som föreskrivs om den som framför ett fartyg gäller även den som i övrigt på ett sådant fartyg fullgör en uppgift av väsentlig betydelse för säkerheten till sjöss. För sjöfylleri döms också den som framför ett fartyg eller i övrigt på ett fartyg fullgör en uppgift av väsentlig betydelse för säkerheten till sjöss och då är så påverkad av alkoholhaltiga drycker eller något annat medel att det kan antas att han eller hon inte kan utföra uppgiften på ett betryggande sätt. Lag (2010:297). 5 § Är ett brott som avses i 4 § att anse som grovt, döms för grovt sjöfylleri till fängelse i högst två år. Vid bedömande av om brottet är grovt ska särskilt beaktas om 1. gärningsmannen har haft en alkoholkoncentration som uppgått till minst 1,0 promille i blodet eller 0,50 milligram per liter i utandningsluften, 2. gärningsmannen annars har varit avsevärt påverkad av alkohol eller något annat medel, 3. den uppgift som gärningsmannen haft att fullgöra har varit särskilt krävande med hänsyn till fartygets egenskaper eller andra omständigheter, eller 4. framförandet av fartyget har inneburit en påtaglig fara för säkerheten till sjöss. Lag (2010:297). | „ |

#### Ändringar
I korthet är det följande ändringar i den tidigare lagen från 1994:
- I jämförelse med den tidigare skrivningen av sjölagen[5] som inte hade en fast promillegräns för sjöfylleri av normalgraden så infördes en gräns på 0.2 promille (alkohol i blodet) för båtar som är längre än 10 meter eller kan gå fortare än 15 knop. Som tidigare så innebär en promillehalt på över 1,0 promille att brottet betraktas som grovt sjöfylleri.
- Båtar under 10 meter och som har en maximal hastighet av 15 knop omfattas av samma regler som tidigare om att kunna utföra uppgifter av väsentlig betydelse för säkerheten, men inte av den lägre fasta promillegränsen.
- Polis och Kustbevakning fick nu dessutom rätt att stoppa båtar för kontroll och så kallat sållningsprov (alkoholtester) utan "skälig misstanke".[6]

#### Kritik
Den nya lagen omfattar närmare en halv miljon båtägare plus besättning. Ett antal politiker håller inte med om att jämförelsen med bil är relevant och har börjat ifrågasätta både hur lagen kom till och konsekvenserna av den. Ett antal riksdagsmotioner har under åren 2011, 2012, 2013 och 2014 lämnats in som begär omprövning/översyn av lagen. Hugo Tiberg samt Mats Edenius anser att lagen helt saknar legitimitet och t.o.m. kan anses som förnedrande för båtförare. Svenska Båtunionen, Båtbranschen (Sweboat) samt Svenska Kryssarklubben har begärt hos Regeringen att man skall ompröva lagen och anpassa den till forskning, båtlivets förhållanden och att harmonisera den med omvärlden.
Sjörättsinstitutet vid Stockholms Universitet konstaterar 2013 i en artikel av Hugo Tiberg att en övervägande del av ärendena enligt sjölagen gäller sjöfylleriärenden och att det enligt institutet verkar uppenbart att svenska domstolar, polis,kustbevakning och åklagarmyndighet "måste lägga ner oerhört mycket tid och arbete på dessa ur risk- och skadesynpunkt mestadels harmlösa förseelser".

#### Händelser efter ändringen i lagen
Kustbevakningen genomförde 2 300 alkoholutandningsprov år 2010 och 290 förundersökningar om misstänkt sjöfylleri inleddes.
Straffet för sjöfylleri ska enligt förarbetena motsvara straffen för rattfylleri med motsvarande berusningsgrad. Högsta domstolen har dock i en dom sänkt antalet dagsböter med hänsyn till den båt som framfördes (en segelbåt) och den begränsade trafikintensiteten.
Ett enigt Civilutskott begärde den 8 november 2017 att  Riksdagen riktar ett tillkännagivande, det vill säga en uppmaning, till regeringen att utvärdera vad lagen har fått för konsekvenser. Vid uppföljningen bör man överväga om det finns behov av ändringar i lagen. Utskottets förslag till beslut: Bifall till motioner med förslag om ett tillkännagivande om att regeringen bör utvärdera det utvidgade straffansvaret för sjöfylleri som infördes 2010. Delvis bifall till en motion om avskaffande av promilleregeln vid sjöfylleri. Riksdagens beslut: Kammaren biföll utskottets förslag.

## Östersjön utom Norden
Tyskland har 0,5 promille för kapten och besättning, och med åtalbarhet vid 0,3 för kaptenen om han är märkbart påverkad. 0,00 gäller för passagerarfartyg. Estland har 0,8 promille för båtar, och 0,2 promille för vattenjet/vattenskotrar. Litauen har 0,4 promille, Polen har 0,2 promille, och Ryssland har 0,35 promille.

## Övriga världen
Storbritannien har en ansvarslag lik den tidigare svenska. USA har normalt 0,8 promille men ett antal stater har 1,0. Kanada har 0,8 promille. I de flesta provinser i Kanada får alkohol bara drickas ombord om båten har kojer, kabyss, fast toalett och ligger för ankar.
FN organet Internationella sjöfartsorganisationen (International Maritime Organisation) föreskriver maximalt 0,8 promille för världens yrkessjöfart, samt att man inte får inta alkohol inom fyra timmar innan man påbörjar sin tjänstgöring.